# Fanna
Fanna (Fane in friulano standard, Fana nella variante locale, Faun in tedesco, desueto) è un comune italiano di 1 460 abitanti del Friuli-Venezia Giulia. Il suo territorio è interamente compreso nel Friuli storico. È conosciuta anche come il paese delle Mele Antiche.

## Geografia fisica
Fanna si trova a circa 274 m s.l.m. ed è collocata nell'alta pianura-prealpi carniche. A nord si trovano delle colline che creano il confine tra il comune del paese e quello di Frisanco. Queste tre colline sono divise dai due corsi d'acqua principali: il Manarin (da ovest) ed il Mizza (da est) che sfociano nel torrente Colvera all'estremo sud del comune. Altri ruscelli sono: il Rugo Storto ((FUR)  Rûc stuart) ed il Ricciòli ((FUR)  Riziol). Le principali vie di collegamento sono: nella periferia a sud la strada regionale 464, che porta a Spilimbergo, Sequals e verso ovest, a Maniago. Un'altra strada importante che passa internamente il paese è la strada provinciale 2, che porta a Maniago e a est a Cavasso Nuovo e Meduno.

## Origini del nome
Di Fanna si ha un accenno già in un documento del 924, dove è riportato il «signum Antonii de Fanas».
Il toponimo ha origini incerte. Non si può escludere una derivazione dal latino fana, plurale di fanum "tempio, luogo sacro". Si segnalano alcune paraetimologie del tutto infondate: dalla gens Fannia o dal culto della Bona Dea, detta anche Fanna.

## Storia
Importante nota è il fatto che a Fanna fosse stanziato un ceppo della famiglia nobiliare Polcenigo. Col tempo poi avrebbero assunto il titolo di conti Polcenigo-Fanna.
Fino alla seconda metà del XVI secolo Fanna costituì un'unica unità amministrativa assieme all'odierno comune di Cavasso Nuovo; le due porzioni erano dette rispettivamente "Fanna di Sotto" e "Fanna di Sopra".
Durante la seconda guerra mondiale il paese è stato sede di un comando tedesco, ed era stata protetta con alcuni obici, dei cannoni 8,8 cm Flak e qualche centinaio di soldati, che hanno combattuto contro i partigiani rifugiati a nord, nelle colline. A causa di questa batteria antiaerea il paese subì diversi bombardamenti.
Nel 1976 il comune fu devastato dal terremoto del Friuli, che provocò ingenti crolli e danni in gran parte dell'area, e morirono 989 persone. Nel comune di Fanna vi fu una vittima. Come avvenne in molti altri paesi del Friuli, anche qui si costitui un nucleo di protezione civile per coordinare gli aiuti.
In tempi recenti il paese ha arricchito la segnaletica pubblica con numerose indicazioni in lingua friulana, a segnalare il sentimento di appartenenza alla regione storica.

### Simboli
Lo stemma e il gonfalone sono stati concessi con decreto del presidente della Repubblica del 25 agosto 1961.

## Monumenti e luoghi d'interesse

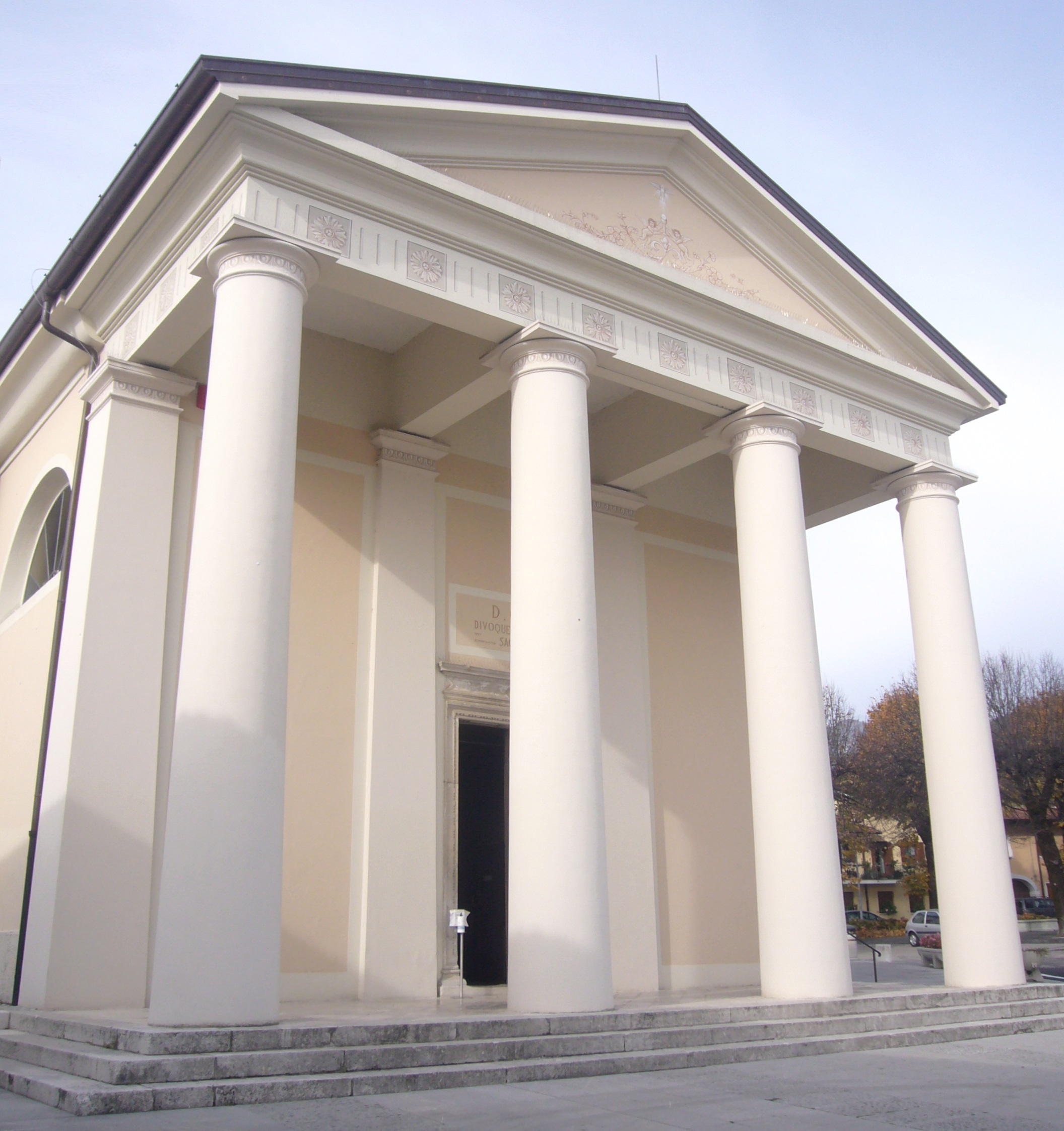
La chiesa di San Martino.

Nel comune sono presenti diverse chiese e santuari, quali la chiesa di San Martino, all'interno del paese, la chiesetta di San Silvestro, restaurata di recente e collocata vicino alla SP2, ed il magnifico santuario della Madonna di Strada, posto accessibile dalla SR464, sede di diversi eventi, come incontri, concerti e festività. Esistono inoltre diversi monumenti dedicati agli alpini caduti in guerra, uno visibile davanti al municipio, l'altro in località Madonna di strada.
Inoltre non lontano dal comune, situati su una collina, sono presenti i resti del castello di Mizza, risalente al periodo dei castellieri.

## Società

### Evoluzione demografica
Abitanti censiti

### Lingue e dialetti
A Fanna, accanto alla lingua italiana, la popolazione utilizza la lingua friulana. Ai sensi della deliberazione n. 2680 del 3 agosto 2001 della Giunta della Regione autonoma Friuli-Venezia Giulia, il Comune è inserito nell'ambito territoriale di tutela della lingua friulana ai fini della applicazione della legge 482/99, della legge regionale 15/96 e della legge regionale 29/2007.
La lingua friulana che si parla a Fanna rientra fra le varianti appartenenti al friulano occidentale.
La variante friulana occidentale di Fanna, particolarmente ben delineata grazie a molti documenti letterari (in buona parte di Vittorio Cadel), si è potuta studiare e definire in modo più accurato rispetto ad altre località della destra Tagliamento. Una situazione simile è avvenuta sempre per il friulano occidentale a Casarsa della Delizia, ad opera di Pier Paolo Pasolini.

## Amministrazione
| Periodo | Periodo   | Primo cittadino       | Partito             | Carica  |
| ------- | --------- | --------------------- | ------------------- | ------- |
| 1995    | 1999      | Maria Grazia Girolami | Centro-sinistra     | sindaco |
| 1999    | 2009      | Maria Grazia Girolami | PPI - La Margherita | sindaco |
| 2009    | 2024      | Demis Bottecchia      | Lista civica        | sindaco |
| 2024    | in carica | Fediliano Boscarato   | Lista civica        | sindaco |

## Sport
Poiché a Fanna nel 1979 nacque l'omonimo Motoclub, il paese è stato per molti anni sede di numerose gare di enduro, alcune a livello interregionale. Gli eventi a cadenza annuale sono stati interrotti nel 2004 per poi essere ripresi nel 2015.